# Де Гаспарис (лунный кратер)
Кратер Де Гаспарис (лат. de Gasparis) — небольшой древний ударный кратер в материковой юго-западной области видимой стороны Луны. Название присвоено в честь итальянского астронома Аннибале де Гаспариса (1819—1892) и утверждено Международным астрономическим союзом в 1935 г. Образование кратера относится к нектарскому периоду.

## Описание кратера
Ближайшими соседями кратера являются кратер Кавендиш на западе-северо-западе, кратер Мерсенн на севере, кратер Либих на северо-востоке, кратер Пальмьери на юго-востоке, кратер Фурье на юге-юго-западе и кратер Виет на юго-западе. На востоке от кратера находится Море Влажности. Селенографические координаты центра кратера 25°50′ ю. ш. 50°50′ з. д. / 25,83° ю. ш. 50,83° з. д., диаметр 30,9 км, глубина 1,08 км.
За длительное время своего существования кратер значительно разрушен и затоплен базальтовой лавой. высота остатков вала над окружающей местностью достигает 920 м, объем кратера составляет приблизительно 615 км³. Дно чаши кратера испещрено множеством мелких кратеров и рассечено крест-накрест бороздами Де Гаспариса пересекающими кратер и окружающую его местность.

## Сателлитные кратеры
| Де Гаспарис | Координаты                                            | Диаметр, км |
| ----------- | ----------------------------------------------------- | ----------- |
| A           | 26°44′ ю. ш. 51°22′ з. д. / 26,74° ю. ш. 51,37° з. д. | 38,4        |
| B           | 25°50′ ю. ш. 52°39′ з. д. / 25,83° ю. ш. 52,65° з. д. | 11,9        |
| C           | 26°14′ ю. ш. 51°49′ з. д. / 26,24° ю. ш. 51,82° з. д. | 6,2         |
| D           | 25°38′ ю. ш. 50°13′ з. д. / 25,64° ю. ш. 50,21° з. д. | 4,4         |
| E           | 26°26′ ю. ш. 49°32′ з. д. / 26,43° ю. ш. 49,54° з. д. | 6,9         |
| F           | 26°15′ ю. ш. 49°26′ з. д. / 26,25° ю. ш. 49,44° з. д. | 7,8         |
| G           | 26°59′ ю. ш. 49°23′ з. д. / 26,98° ю. ш. 49,39° з. д. | 5,8         |